# Barrio San José (Cabimas)
San José es uno de los sectores en los que se divide la ciudad de Cabimas en el estado Zulia (Venezuela), pertenece a la parroquia parroquia San Benito y Romulo Betancourt.

## Ubicación
San José (norte de la carretera J)por el sur con el barrio nueva bonanza, por el este con el sector el ocho(8)por el oeste con santa Rosa Av 44.
−San José I (parroquia San Benito, norte de la carretera J)se encuentra entre los sectores Federación II al norte, Santa Rosa al oeste (Av 44), San José II al sur (carretera J) y una sabana al este.

## Zona Residencial
San José son las casas al final de la carretera J más allá de la Av 44 cerca del final de dicha carretera. Actualmente se encuentra poco habitado con grandes extensiones de terreno, algunas personas crían animales de granja. 

## Vialidad y Transporte
Muchas de sus calles son de tierra, salvo los sectores especialmente construidos y nuevos.
La línea propia San José - Las Tierritas proporciona transporte al sector.